# Tour de Pologne 1939
5. edycja wyścigu kolarskiego Tour de Pologne odbyła się w dniach 22–30 lipca 1939. Rywalizację rozpoczęło 35 kolarzy, a ukończyło tylko 11. Łączna długość wyścigu – 1291 km.
Pierwsze miejsce w klasyfikacji generalnej zajął Bolesław Napierała (Syrena Warszawa), drugie Marian Rzeźnicki (Syrena), a trzecie Mieczysław Jaskólski (ŁKS). 
Poprzednia edycja wyścigu odbyła się dwa lata wcześniej, w 1937 roku. Sędzią głównym był Feliks Gołębiowski. Wyścig zorganizował Polski Związek Kolarski.

## Etapy
| Etap      | Data     | Start - meta                    | Długość (km) | Zwycięzca etapu    | Lider              |
| I etap    | 22 lipca | Warszawa – Lublin               | 161          | Zygmunt Wiśniewski | Zygmunt Wiśniewski |
| II etap   | 23 lipca | Lublin – Lwów                   | 219          | Józef Kapiak       | Zygmunt Wiśniewski |
| III etap  | 24 lipca | Lwów – Rzeszów                  | 158          | Czesław Marcelak   | Marian Rzeźnicki   |
| IV etap   | 25 lipca | Rzeszów – Kraków                | 189          | Antoni Witek       | Bolesław Napierała |
| V etap    | 26 lipca | Kraków – Cieszyn                | 126          | Mieczysław Łoza    | Bolesław Napierała |
| VI etap   | 28 lipca | Cieszyn – Katowice              | 138          | Czesław Marcelak   | Bolesław Napierała |
| VII etap  | 29 lipca | Katowice – Piotrków Trybunalski | 160          | Antoni Witek       | Bolesław Napierała |
| VIII etap | 30 lipca | Piotrków Trybunalski – Warszawa | 140          | Czesław Marcelak   | Bolesław Napierała |

## Końcowa klasyfikacja generalna

### Klasyfikacja indywidualna
| Poz. | Zawodnik             | Kraj   | Zespół          | Czas (średnia km/h)       |
| ---- | -------------------- | ------ | --------------- | ------------------------- |
| 1.   | Bolesław Napierała   | Polska | Syrena Warszawa | 41h 33' 53" (31,060 km/h) |
| 2.   | Marian Rzeźnicki     | Polska | Syrena Warszawa | +17' 22"                  |
| 3.   | Mieczysław Jaskólski | Polska | ŁKS Łódź        | +37' 02"                  |
| 4.   | Mieczysław Bieniek   | Polska | PZL Warszawa    | +38' 34"                  |
| 5.   | Mieczysław Łoza      | Polska | LWR Lublin      | +57' 13"                  |
| 6.   | Stefan Cieniewski    | Polska | Jur Warszawa    | +59' 03"                  |
| 7.   | Stefan Zagórski      | Polska | Jur Warszawa    | +1h 35' 05"               |
| 8.   | Lucjan Kosior        | Polska | Jur Warszawa    | +2h 28' 33"               |
| 9.   | Ludwik Liszkiewicz   | Polska | Finster Łódź    | +2h 48' 57"               |
| 10.  | Ryszard Kudert       | Polska | Lauda Warszawa  | +2h 52' 43"               |

### Klasyfikacja drużynowa
Nie przeprowadzano.